# Rifargia praerupta
Rifargia praerupta är en fjärilsart som beskrevs av Paul Dognin 1911. Rifargia praerupta ingår i släktet Rifargia och familjen tandspinnare. Inga underarter finns listade.